# Werner Ostendorff
Werner Ostendorff (15. srpna 1903 – 5. května 1945) byl důstojník jednotek Waffen-SS v hodnosti SS-Gruppenführer und Generalleutnant der Waffen-SS (Generálporučík) za druhé světové války. Zároveň to byl držitel mnoha vojenských vyznamenání včetně rytířského kříže železného kříže s dubovými ratolestmi.

## Předválečný život
Ostendorff se narodil 15. srpna roku 1903 ve městě Königsberg ve východním Prusku a po složení maturitní zkoušky v březnu roku 1923 začal pracovat v průmyslu až do roku 1925.

## Počátky vojenské kariéry
Svojí vojenskou kariéru začal budovat již v roce 1925, kdy vstoupil do armády a byl přiřazen ke Jäger regiment 1 (1. prapor myslivců). Zde zůstal pouze do roku 1934, kdy vstoupil k Luftwaffe. Ostendorff byl kvalifikovaný pilot a měl možnost sloužit v Sovětském svazu během technického výměnného programu mezi SSSR a Německem. Avšak dne 1. března roku 1934 je kvůli zranění oka přeřazen do Deutsch-Luftsportverband (německý letecký svaz sportu) a už nikdy se nestane znovu pilotem. Během roku je povýšen do hodnosti Oberleutnant (nadporučík) a přeřazen do Fliegertruppe Jüterbog (letecké jednotky Jüterborg), kde působí jako profesor taktiky v sekci analýzy fotografií.
Po vstupu do SS dne 1. října roku 1935 je jako důstojník zapsán SS-Führerschule (škola pro důstojníky SS) ve městě Bad Tölz. Ve stejný měsíc téhož roku se i ožení.

## Druhá světová válka
V dubnu roku 1938 Ostendorff přebírá velení 4. roty pluku Der führer a zde působí až do 1. června roku 1939, kdy je povýšen na SS-Sturmbannführera (Major) a je mu svěřeno velení Fliegerabwehr-Machinengewehr-Abteilung (kulometný oddíl protiletecké obrany). Poté, co se začne zajímat o taktiku obrněných jednotek, tak zažádá o přeložení k Panzer Division Kempf, kam je ke konci srpna roku 1939 dosazen jako pozorovatel během Invaze do Polska.
Poté se dne 1. dubna roku 1940 stává náčelníkem štábu u 2. SS-Panzer Division „Das Reich“, kde slouží až do 31. května roku 1942. Poté mu byla přidělena menší bojová skupina, která získala název Kampfgruppe Ostendorff. Za vedení této skupiny byl 5. června 1942 vyznamenán Německým křížem ve zlatě. Potom se stává náčelníkem štábu (Chef des Gerneralstabes) u II. tankového sboru SS pod velením SS-Oberstgruppenführera Paula Haussera a slouží s touto jednotkou v bojích u Charkova a Kursku.
Dne 23. listopadu roku 1943 je dosazen do velení nově zformované 17. SS-Panzergrenadier Division „Götz von Berlichingen“, které velí během obtížných bojů v Bitvě o Normandii. Během bojů u města Carentan je raněn a velení divize přebírá SS-Standartenführer Otto Binge. K velení divize se vrátí opět až v říjnu téhož roku, ale v listopadu je znovu raněn a nahrazen SS-Standartenführerem Hansem Lingnerem. Zároveň je dne 1. prosince povýšen na SS-Gruppenführera.
Poté, co se zotaví, tak zastává funkci náčelníka štábu u Heeresgruppe Oberrhein, které velí SS-Oberstgruppenführer Paul Hausser než je dne 20. ledna roku 1945 znovu jmenován velitelem 2. SS-Panzer Division „Das Reich“. Zde ovšem zůstane pouze do 9. března než je naposledy raněn.

## Úmrtí
Zemřel dne 5. května roku 1945 v reservní polní nemocnici ve městě Bad Aussee v Rakousku na následky zranění, které utrpěl v bojích se sovětskou armádou dne 9. března téhož roku u města Székesfehérvár v Maďarsku zápalnou bombou. Jeho tělo bylo zpopelněno a pohřbeno na hřbitově v Bad Aussee. Nutno podotknout, že Ostendorff patřil ve věku 42 let mezi nejmladší divizní velitele.

## Shrnutí vojenské kariéry
Data povýšení
- Junker – 1. dubna 1926
- Gefreiter – 1. srpna 1928
- Unteroffizier – 1. října 1927
- Fähnrich – 1. srpna 1928
- Oberfähnrich – 1. srpna 1929
- Leutnant – 1. června 1930
- Oberleutnant – 1. července 1933
- SS-Hauptsturmführer – 30. ledna 1936
- SS-Sturmbannführer – 1. června 1939
- SS-Obersturmbannführer – 13. prosince 1940
- SS-Standartenführer – 1. března 1942
- SS-Oberführer – 20. dubna 1943
- SS-Brigadeführer und Generalmajor der Waffen-SS – 20. dubna 1944
- SS-Gruppenführer und Generalleutnant der Waffen-SS – 1. prosince 1944

Významná vyznamenání
- Rytířský kříž Železného kříže – 13. září 1941
- Dubové ratolesti k rytířskému kříži – 6. květen 1945 (posmrtně)
- Německý kříž ve zlatě – 5. červen 1942
- Železný kříž II. třídy – 19. květen 1940
- Železný kříž I. třídy – 23. červen 1940
- Medaile za východní frontu
- Medaile za Anschluss
- Odznak za zranění v černém
- Sudetská pamětní medaile
- Všeobecný útočný odznak
- Sportovní odznak ve stříbře
- Letecký bojový odznak
- Čestná dýka Reichsführera SS
- Čestný prsten SS